# Иченька
Иченька (укр. Іченька) — левый приток реки Удая, протекающий по Прилукскому району (Черниговская область). Одна из грязнейших рек Черниговской области (3-место, после Белоуса, Вьюницы).

## География
Длина — 31, 28 км. Площадь водосборного бассейна — 167 км².
Река берёт начало от ручьев непосредственно восточнее города Ичня. Река течёт на запад, затем юго-запад. Впадает в реку Удай (на 267-м км от её устья) в Прилукском районе на болоте Удай, что юго-западнее села Грабов.
Русло слабоизвилистое. В нижнем течении русло выпрямлено в канал (канализировано). На реке создано несколько прудов в городе Ичня.
Пойма занята лесами (доминирование дуба и сосны), частично заболоченными участками и лугами. Река (кроме приустьевой части) протекает по территории Ичнянского национального природного парка, созданного 21 апреля 2004 года с площадью 9 665,8 га.

## Притоки
Безымянные ручьи.

## Населённые пункты
Населённые пункты на реке от истока к устью: город Ичня, Хаенки, Киколы, Вороновка, Червоное, Лучковка, Грабов.